# Salmorejo

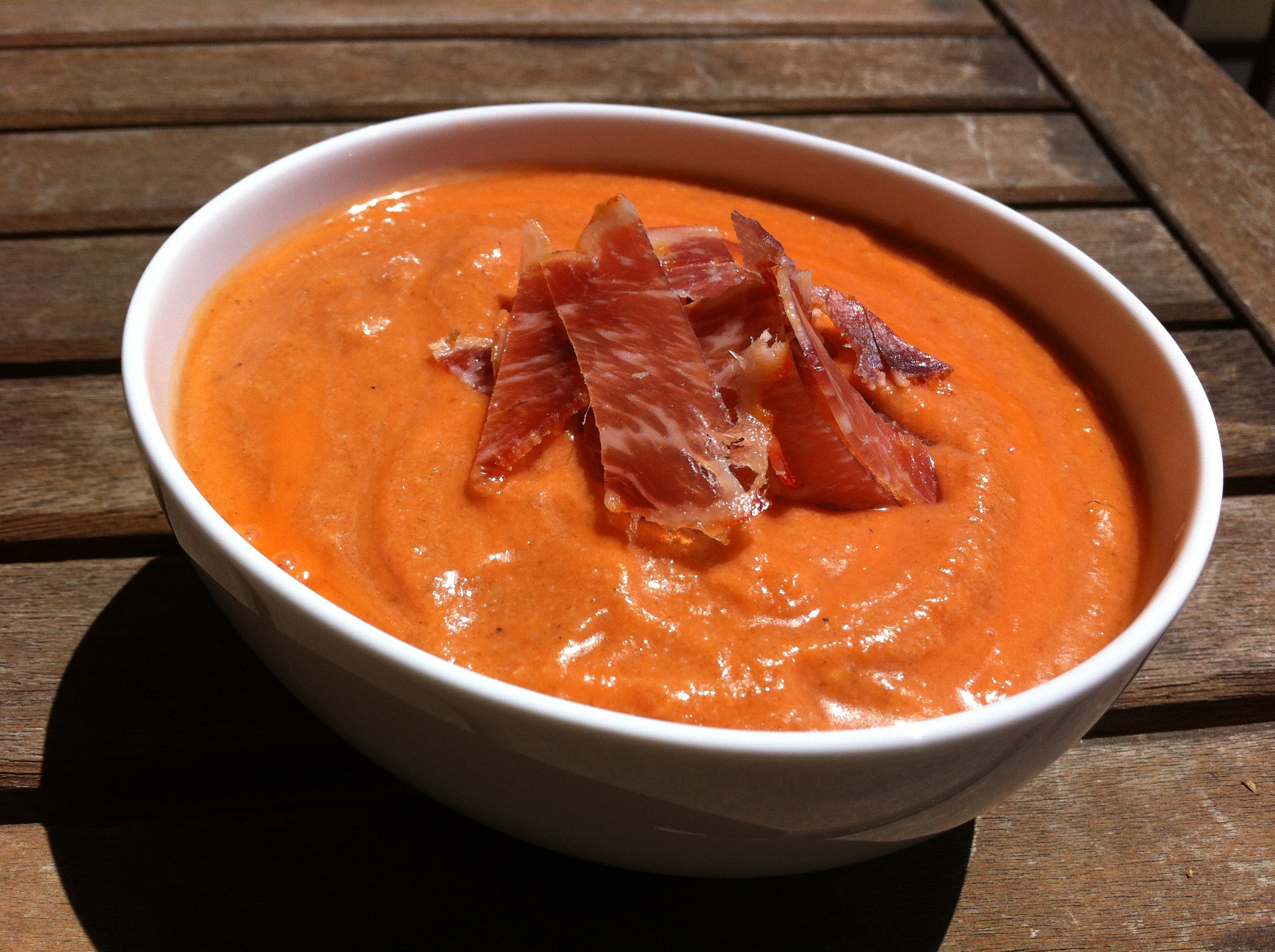
Salmorejo

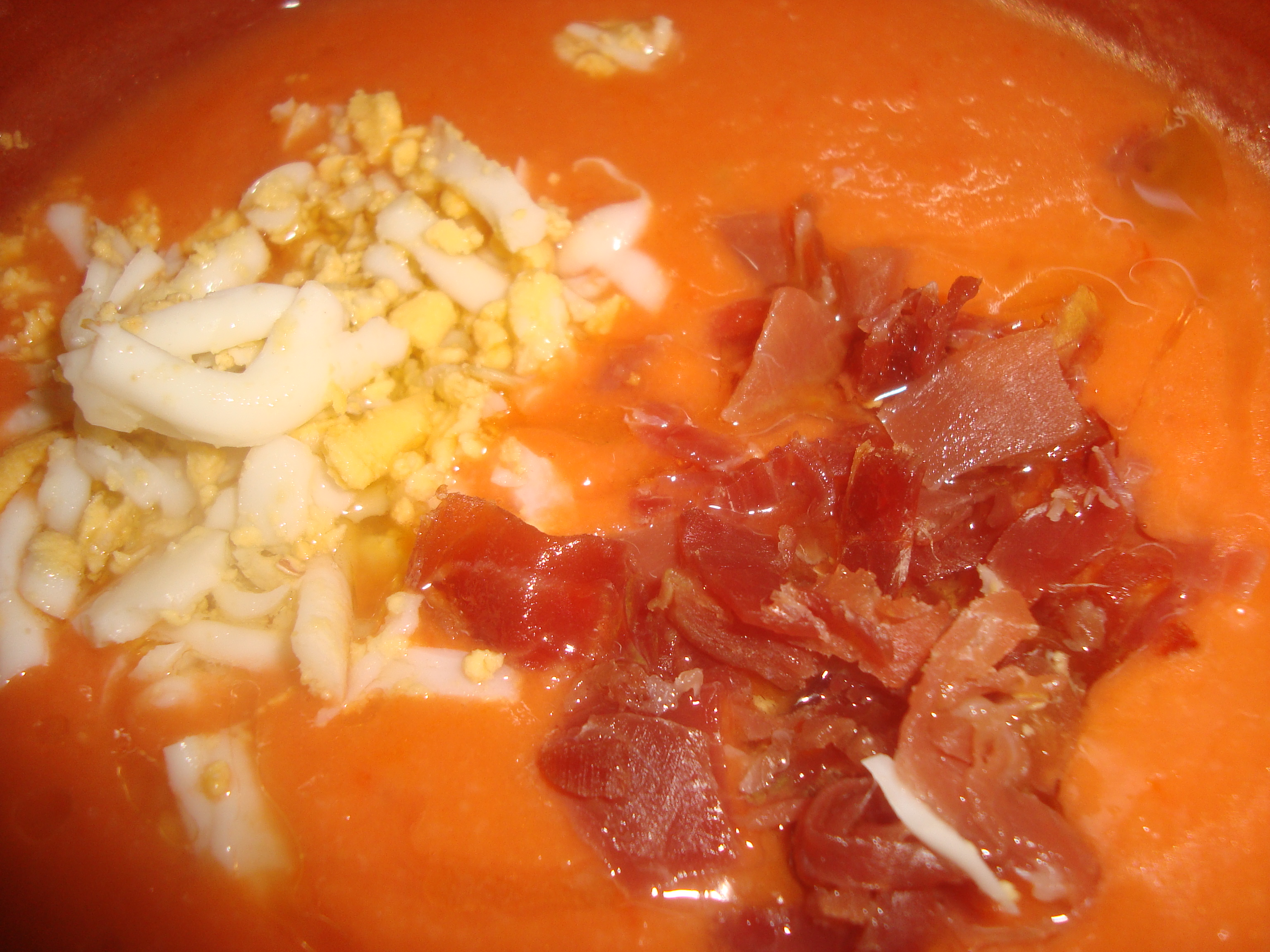
Salmorejo (Spanien).

Salmorejo är en soppa baserad på tomat och bröd, och kommer ursprungligen från Córdoba (Andalusien) i södra Spanien. Den är gjord av tomater, bröd, olja, vitlök och vinäger.  Vanligtvis brukar tomaterna skalas och sedan mixas samman med de övriga ingredienserna. Soppan serveras kall och garneras med spansk serranoskinka och klyftat hårdkokt ägg. 
Den har en rosa-orange färg, precis som gazpacho, men salmorejo är mycket tjockare eftersom den innehåller mer bröd. I Andalusien är den känd under flera namn, bland annat ardoria.  Flera variationer existerar i Andalusien.
Salmorejo är också namnet på en marinad som är typisk för köket på Kanarieöarna. Den används för smaksättning av kött före tillagning, speciellt tamkanin (conejo en salmorejo) som är en specialitet för öarna. Typiska ingredienser i marinaden är salt, vitlök, paprika och stark peppar.